# Rhynchodemini
Rhynchodemini ist eine Tribus der Landplanarien in der Unterfamilie Rhynchodeminae.

## Merkmale
Individuen der Tribus Rhynchodemini haben eine zylindrische Form, zwei Augen, die nah am Vorderende liegen, und eine starke subepithelische Muskulatur, die aus aus Längsfasern bestehenden Muskelbündeln aufgebaut ist. Im Kopulationsapparat fehlt eine Penispapille oder diese ist stark reduziert.

## Gattungen
Zur Tribus Rhynchodemini werden die folgenden sechs Gattungen gezählt:
- Anisorhynchodemus Kawakatsu, Froehlich, Jones, Ogren & Sasaki, 2003
- Cotyloplana Spencer, 1892
- Digonopyla Fischer, 1926
- Dolichoplana Moseley, 1877
- Platydemus von Graff, 1896
- Rhynchodemus Leidy, 1851